# 红色暴动委员会
红色暴动委员会，简称红暴会、红暴派、红暴，中华人民共和国浙江省造反派组织。1967年2月由翁森鹤等人组织成立。
其前身组织为浙江大学的“暴动总部”。1967年5月上旬成立“浙江省红暴派临时指挥部”，1969年9月3日召开大会宣布解散。
据称，因如何对待省委书记江华的看法不同，浙江省造反派演变为红暴派、省联总两派，红暴派倾向保护老干部和省委书记，省联总要求批斗。双方在6月6日发生据传过万人的大规模武斗，中央下发“六二四通知”但并无效果。毛泽东出访视察并下达指令后，两派停止争斗逐渐融合，1969年共扛水灾，两派日渐解散。